# My Isekai Life
My Isekai Life (転生賢者の異世界ライフ 〜第二の職業を得て、世界最強になりました〜, Tensei kenja no i sekai raifu 〜 daini no shokugyō o ete, sekai saikyō ni narimashita 〜), également appelée Réincarné dans un autre monde, est une série de light novels japonaise écrite par Shinkoshoto et illustrée par Huuka Kazabana. Elle paraît initialement à partir d'octobre 2017 sur le site d'autoédition de romans Shōsetsuka ni narō. Ses droits sont ensuite acquis par SB Creative, qui publie la série depuis mai 2018 sous son label GA Novel.
Une adaptation manga dessinée par Ponjea est prépubliée en ligne depuis juillet 2018 sur le site de Square Enix Manga UP!. En France, le manga est édité par Delcourt/Tonkam depuis juillet 2021. Une adaptation en série d'animation produite par les studio Revoroot est diffusée entre juillet et septembre 2022.

## Synopsis
Que ce soit au bureau ou à la maison, le jeune salarié Yûji Sano travaille tout le temps. Lorsque son ordinateur affiche un message indiquant qu'il a été convoqué dans un autre monde, Yûji redémarre sa machine… seulement pour découvrir qu'il a accepté la convocation par inadvertance ! Désormais dans un monde fantastique loin de la paperasse et des ordinateurs, Yûji n'a qu'une chose en tête : se réveiller de ce qu'il pense être un rêve et retourner à la montagne de travail qu'il a laissée derrière lui ! Mais cet autre monde a d'autres plans pour Yûji, qui découvre rapidement que sa classe de dresseur de monstres lui permet de se lier d'amitié avec les slimes ! Et grâce à leur nombre, ces slimes l'aident à absorber tellement de connaissances magiques qu'il gagne une deuxième classe de personnage en un clin d'œil ! Comment Yûji exercera-t-il son pouvoir maintenant qu'il est le plus grand sage que le royaume ait jamais connu ?! Et que dire de toute cette paperasse ?!

## Personnages
Yûji (ユージ, Yūji)
Voix japonaise : Chiaki Kobayashi
Le personnage principal. Autrefois Yûji Sano (佐野 ユージ, Sano Yūji), simple employé de bureau, il est désormais un puissant dresseur de monstres.
Dryade (ドライアド, Doraiado)
Voix japonaise : Azumi Waki
Proud wolf (プラウドウルフ, Puraudo Urufu)
Voix japonaise : Wataru Takagi
Slime (スラ, Sura)
Voix japonaise : Hikaru Tohno
Slime borgne (スラパッチ, Surapacchi)
Voix japonaise : Mai Kanno
Slime sourcilier (マユスラ, Mayusura)
Voix japonaise : Haruna Mikawa
Slime feuillu (スラハッパ, Surahappa)
Voix japonaise : Erisa Kuon
Slime moustachu (ヒゲスラ, Higesura)
Voix japonaise : Nichika Ōmori
Slime balafré (ペケスラ, Pekesura)
Voix japonaise : Miharu Hanai

## Production et supports

### Light novel
La série est écrite par Shinkoshoto et illustrée par Huuka Kazabana. Initialement sérialisée en ligne sur le site Shōsetsuka ni narō à partir d'octobre 2017, SB Creative a publie ensuite l'œuvre au format light novel sous son label GA Novel à partir du 15 mai 2018.  En septembre 2022, douze volumes ont été publiés.
| no | Japonais          | Japonais          |
| no | Date de sortie    | ISBN              |
| -- | ----------------- | ----------------- |
| 1  | 15 mai 2018       | 978-4-7973-9695-9 |
| 2  | 15 octobre 2018   | 978-4-7973-9817-5 |
| 3  | 15 mai 2019       | 978-4-8156-0245-1 |
| 4  | 14 novembre 2019  | 978-4-8156-0422-6 |
| 5  | 13 mars 2020      | 978-4-8156-0542-1 |
| 6  | 6 août 2020       | 978-4-8156-0731-9 |
| 7  | 12 novembre 2020  | 978-4-8156-0833-0 |
| 8  | 12 mars 2021      | 978-4-8156-0969-6 |
| 9  | 12 juin 2021      | 978-4-8156-1139-2 |
| 10 | 12 novembre 2021  | 978-4-8156-1258-0 |
| 11 | 14 juillet 2022   | 978-4-8156-1659-5 |
| 12 | 14 septembre 2022 | 978-4-8156-1660-1 |

### Manga
Une adaptation en manga, dessinée par Ponjea, commence sa prépublication sur le site Manga UP! de Square Enix le 29 juillet 2018. Le premier volume relié paraît le 13 septembre 2018 au Japon. En mai 2022, seize volumes ont été publiés. 
Une version française de la série est éditée par Delcourt/Tonkam depuis le 14 juillet 2021 sous le titre Réincarné dans un autre monde.
| no | Japonais          | Japonais          | Français        | Français          |
| no | Date de sortie    | ISBN              | Date de sortie  | ISBN              |
| -- | ----------------- | ----------------- | --------------- | ----------------- |
| 1  | 13 septembre 2018 | 978-4-7575-5841-0 | 14 juillet 2021 | 978-2-41303-680-7 |
| 2  | 13 décembre 2018  | 978-4-7575-5940-0 | 27 octobre 2021 | 978-2-41303-681-4 |
| 3  | 12 avril 2019     | 978-4-7575-6040-6 | 19 janvier 2022 | 978-2-41303-682-1 |
| 4  | 12 juin 2019      | 978-4-7575-6158-8 | 20 avril 2022   | 978-2-41303-683-8 |
| 5  | 12 septembre 2019 | 978-4-7575-6295-0 | 13 juillet 2022 | 978-2-41303-684-5 |
| 6  | 12 décembre 2019  | 978-4-7575-6422-0 | 5 octobre 2022  | 978-2-41304-731-5 |
| 7  | 12 mars 2020      | 978-4-7575-6559-3 | 4 janvier 2023  | 978-2-41304-732-2 |
| 8  | 12 mai 2020       | 978-4-7575-6639-2 | 12 avril 2023   | 978-2-41304-733-9 |
| 9  | 7 août 2020       | 978-4-7575-6788-7 | —               |                   |
| 10 | 7 novembre 2020   | 978-4-7575-6924-9 | —               |                   |
| 11 | 5 février 2021    | 978-4-7575-7066-5 | —               |                   |
| 12 | 7 mai 2021        | 978-4-7575-7234-8 | —               |                   |
| 13 | 11 août 2021      | 978-4-7575-7415-1 | —               |                   |
| 14 | 11 novembre 2021  | 978-4-7575-7573-8 | —               |                   |
| 15 | 12 février 2022   | 978-4-7575-7742-8 | —               |                   |
| 16 | 12 mai 2022       | 978-4-7575-7926-2 | —               |                   |
| 17 | 10 août 2022      | 978-4-7575-8082-4 | —               |                   |

### Anime
Une adaptation en série d'animation produite par le studio Revoroot est annoncée lors de la diffusion en direct de l'événement GA Fes 2021 le 31 janvier 2021. Elle est réalisée par Keisuke Kojima, qui fournit également la conception des personnages. Kiyotaka Suzuki est l'assistant réalisateur, avec des scénarios écrits par Naohiro Fukushima et une musique composée par Gin de Busted Rose. La série est diffusée à partir du 4 juillet 2022 sur les chaînes AT-X, Tokyo MX, BS NTV et BS Fuji, les deux premiers épisodes étant diffusés consécutivement,. La chanson thème d'ouverture intitulée Mujikaku no tensai est interprétée par Non Stop Rabbit,, tandis que la chanson thème de fin Gohan da yo! Dadadadan !! est chantée par Hikaru Tohno, Mai Kanno, Haruna Mikawa, Erisa Kuon, Nichika Ōmori et Miharu Hanai sous le nom Surachanzu△. En France, la série est diffusée par Animation Digital Network.

#### Liste des épisodes
| No | Titre français,                               | Titre japonais                 | Titre japonais                 | Date de 1re diffusion |
| No | Titre français,                               | Kanji                          | Rōmaji                         | Date de 1re diffusion |
| -- | --------------------------------------------- | ------------------------------ | ------------------------------ | --------------------- |
| 1  | Je voulais protéger la ville                  | 街を守りたくなった             | Machi o mamoritaku natta       | 4 juillet 2022        |
| 2  | J'ai tenté de rejoindre un groupe             | パーティーを組んでみた         | Pātī o kunde mita              | 4 juillet 2022        |
| 3  | En résumé, il était surpuissant               | 強すぎるって意味だった         | Tsuyo sugiru tte imi datta     | 11 juillet 2022       |
| 4  | Il y avait plusieurs faits étranges           | いろいろ異常事態だった         | Iroiro ijō jitai datta         | 18 juillet 2022       |
| 5  | Il faisait un froid de canard                 | 寒くて大変みたいだった         | Samukute taihen mitai datta    | 25 juillet 2022       |
| 6  | On s'est infiltrés dans un village louche     | 怪しい村に潜り込んだ           | Ayashii mura ni mogurikonda    | 1er août 2022         |
| 7  | J'étais la cible d'assassins                  | 暗殺者に狙われていた           | Ansatsusha ni nerawareteita    | 8 août 2022           |
| 8  | On m'a fabriqué des équipements pour monstres | 魔物防具を作ってもらった       | Mamono bōgu o tsukutte moratta | 15 août 2022          |
| 9  | J'ai combattu le dragon de feu                | ファイアドラゴンと戦った       | Faia doragon to tatakatta      | 22 août 2022          |
| 10 | Le moment était mal choisi                    | それどころじゃないみたいだった | Sore dokoro janai mitai datta  | 29 août 2022          |
| 11 | La prophétie s'est réalisée                   | お告げの通りになった           | Otsuge no tōri ni natta        | 5 septembre 2022      |
| 12 | My Isekai Life                                | 転生賢者の異世界ライフ         | Tensei kenja no i sekai raifu  | 12 septembre 2022     |

### Jeu vidéo
Un jeu par navigateur, intitulé Tensei kenja no i sekai raifu 〜 gēmu demo, sekai saikyō ni narimashita 〜 (転生賢者の異世界ライフ〜ゲームでも、世界最強になりました〜), a été lancé le 20 juin 2022 sur la plateforme G123.